# Poldovka

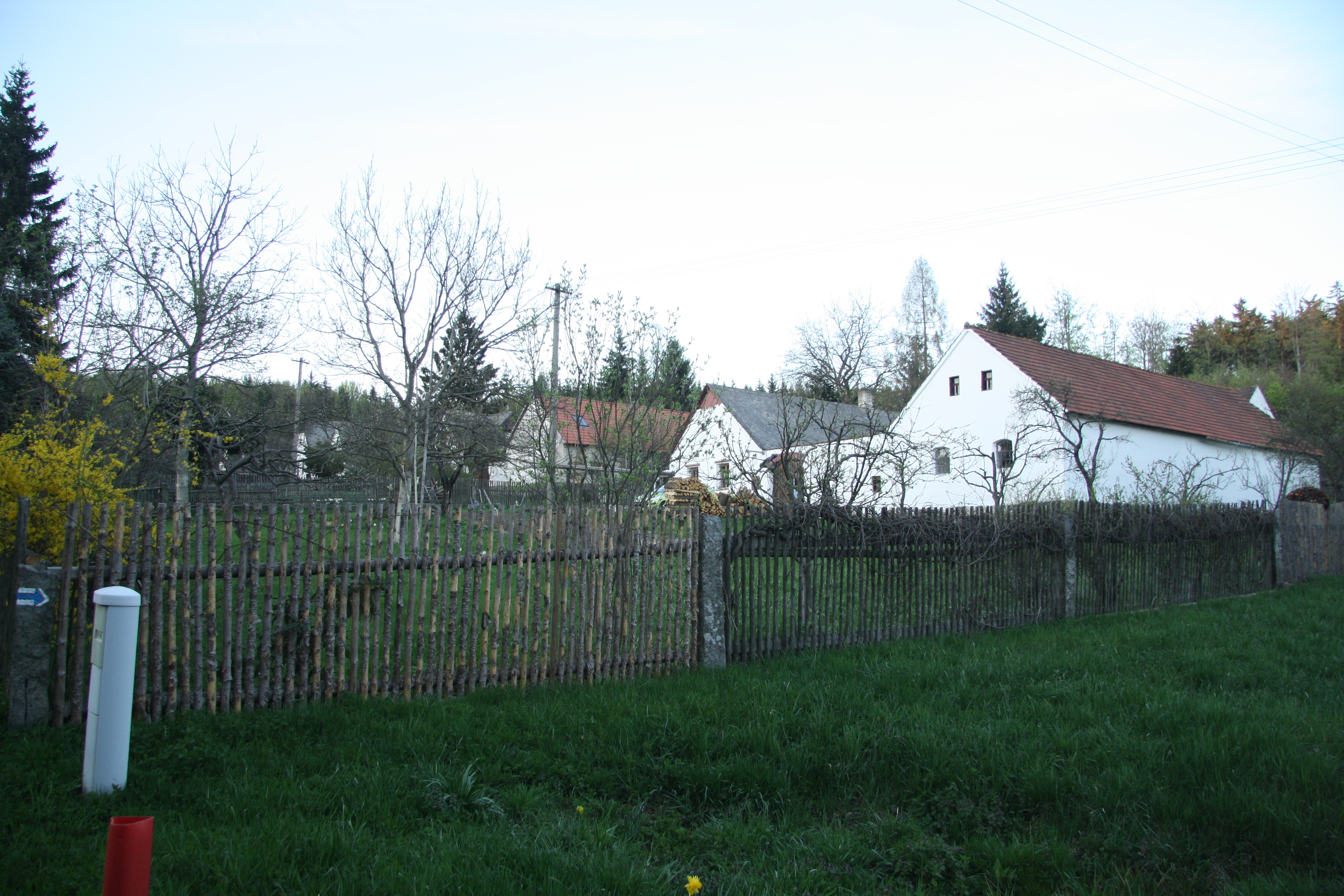
Teilansicht des Dorfes

Poldovka (deutsch Leopoldsdorf) ist ein Ortsteil der Gemeinde Volfířov (Wolfers) in Tschechien. Er liegt zehn Kilometer südwestlich von Telč (Teltsch) und gehört zum Okres Jindřichův Hradec.

## Geographie
Die als Zeilendorf angelegte und von ausgedehnten Wäldern umschlossene Kolonie Poldovka befindet sich in einer von drei Bergen geschützten Südhanglage in der Javořická vrchovina. Nördlich erhebt sich der Malý vrch (717 m n.m.), im Osten der Hradisko (760 m n.m.) und nordwestlich der Pivničky (760 m n.m.). Poldovka liegt im Naturpark Javořická vrchovina.
Nachbarorte sind Sumrakov und Lísky im Norden, Praskolesy, Dobrá Voda und Borovná im Nordosten, Olší im Osten, Mysletice, Sádky, Řečice und Bukovská im Südosten, Velká Lhota im Süden, Brandlín und Maršov im Südwesten, Chalupy und Horní Němčice im Westen sowie Jilem und Skrýchov im Nordwesten.

## Geschichte
Das Zinsdorf Leopoldsdorf wurde 1798 – dicht an der Herrschaftsgrenze – am Fahrweg von Groß-Lhota nach Sumrakau auf emphyteutisierten Fluren des aufgehobenen Meierhofs Groß-Lhota durch den Besitzer der Herrschaft Teltsch, Leopold Franz Graf von Podstatzky-Liechtenstein, gegründet und nach ihm benannt. Allen zwölf Siedlern, die aus Dörfern der Umgebung stammten, wurden je zwölf Scheffel Land zugeteilt; die Felder, Wiesen und Weiden blieben ungeteilt und wurden gemeinschaftlich bewirtschaftet. Die neun Häuser von Leopoldsdorf waren mit geringen Gärten versehen und reihten sich giebelständig rechts des Weges eng aneinander. Drei Familien bezogen die Meierhofsgebäude.
Im Jahre 1835 bestand die im Iglauer Kreis gelegene Kolonie Leopoldsdorf bzw. Poldowka aus zwölf Häusern mit 52 mährischsprachigen und protestantischen Einwohnern, davon 42 Helvetischen und 10 Augsburgischen Bekenntnisses. Zu Leopoldsdorf zugerechnet waren auch die vier Familianten, die die Groß-Lhotaer Meierhofsgebäude bewohnten. Die Protestanten beider Bekenntnisse gehörten zur Pfarrgemeinde Groß-Lhota, ihre Kinder wurden ebenfalls in Groß-Lhota unterrichtet. Als katholischer Pfarrort war Wolfirsch ausgewiesen; dies war jedoch rein formell, da in Leopoldsdorf zu dieser Zeit kein einziger Katholik lebte. Bis zur Mitte des 19. Jahrhunderts blieb das Dorf der Fideikommissherrschaft Teltsch untertänig, Besitzer waren die Grafen von Podstatzky-Liechtenstein.
Nach der Aufhebung der Patrimonialherrschaften bildete Poldovka / Leopoldsdorf ab 1849 einen Ortsteil der Gemeinde Velká Lhota / Groß-Lhota im Gerichtsbezirk Datschitz. Ab 1869 gehörte Poldovka zum Bezirk Datschitz. Zu dieser Zeit hatte das Dorf 71 Einwohner und bestand aus 12 Häusern. Im Jahre 1900 lebten in Poldovka 66 Personen, 1910 waren es 63. Nach dem Zusammenbruch der k.k. Monarchie wurde das Dorf 1918 Teil der neu gebildeten Tschechoslowakei.
Beim Zensus von 1921 lebten in den 12 Häusern von Poldovka / Leopoldsdorf 57 Tschechen. Im Jahre 1930 bestand Poldovka aus 12 Häusern und hatte 38 Einwohner. Zwischen 1939 und 1945 war die Kolonie Teil des Protektorats Böhmen und Mähren. Nach dem Ende des Zweiten Weltkrieges 1945 wurde Poldovka wieder Teil der Tschechoslowakei. Im Jahre 1950 lebten in den 11 Häusern von Poldovka 34 Personen. 1961 erfolgte die Umgliederung in den Okres Jindřichův Hradec. Im Jahre 1970 hatte Poldovka nur noch 14 Einwohner. Zum 30. April 1976 erfolgte die Eingemeindung nach Volfířov. Im Jahre 1991 lebten in den acht Wohnhäusern von Poldovka vier Personen. Beim Zensus von 2011 bestand das Dorf aus elf Häusern und hatte sieben Einwohner. Die Chaluppe Nr. 3 wurde zur gehobenen Unterkunft Roubenka Poldovka ausgebaut.

## Ortsgliederung
Der Ortsteil Poldovka ist Teil des Katastralbezirks Velká Lhota u Dačic.

## Sehenswürdigkeiten
- Mehrere Chaluppen in Volksbauweise
- Lehrpfad Valdenské a české reformace (Waldenser und tschechische Reformation), er führt von Velká Lhota über Poldovka nach Brandlín